# Вулиця Дубова (Львів)
Вулиця Дубова — вулиця у Личаківському районі міста Львів, місцевість Великі Кривчиці. Пролягає від вулиці Глинянський Тракт углиб садибної забудови, завершується глухим кутом.
Прилучаються вулиці Лебедина, Навколишня та Січова.

## Історія та забудова
Вулиця виникла у складі села Кривчиці під назвою Лісна. Сучасну назву має з 1962 року.
Забудована одно- та двоповерховими приватними будинками різних років — від будинків 1930-х—1960-х років, зведених у стилі конструктивізму, до сучасних садиб 2000-х років.